# Roshanara Begum
Roshanara Begum (en urdu: شاهزادی روشن آرا بیگم‎) (3 de septiembre de 1617 - 11 de septiembre de 1671) fue una princesa imperial del Imperio mogol, hija de Shah Jahan y la emperatriz Mumtaz Mahal. Nacida el 3 de septiembre de 1617, Roshanara fue una mujer brillante, una poetisa muy talentosa, fue el cerebro que estuvo detrás del ascenso al trono imperial de su hermano Aurangzeb y, en el momento de su muerte, era una de las mujeres más notorias del Imperio mogol.

## Familia
De los hermanos de Roshanara, el mayor, Dara Shikoh, fue el hijo favorito de Shah Jahan y aparente heredero al trono imperial. El segundo hermano, Shah Shuja, fue el gobernador rebelde de Bengala, con muestras de deseo de acceder al trono de su padre. Aurangzeb, el tercer hijo, fue el gobernador de Decán. Murad, el hijo menor, fue el gobernador de Gujarat, posición en la que resultó ser tan débil y tan ineficaz que su padre lo despojó de sus títulos, nombrando en su lugar a Dara Shikoh. Esto precipitó una lucha familiar entre Shah Jahan y sus hijos más jóvenes, que resolvieron deponer a su envejecido padre y apoderarse del trono. Durante esta lucha por el poder Dara Shikoh recibió el apoyo de su hermana mayor, Jahanara Begum, mientras que Roshanara se puso del lado de Aurangzeb.

## Ascenso al poder
El ascenso de Roshanara al poder comenzó cuando ésta frustró con éxito un complot para matar a Aurangzeb, dicho complot fue planeado por su padre, el emperador Shah Jahan y por su hermano mayor, Dara Shikoh. Según la historia, Shah Jahan envió una carta de invitación a Aurangzeb para visitar Delhi, con el fin de resolver pacíficamente la crisis familiar. En verdad, sin embargo, el emperador planeaba capturar, encarcelar y matar a Aurangzeb, ya que veía a su tercer hijo como una seria amenaza para el trono. Cuando Roshanara se enteró de las intrigas de su padre, envió un mensaje a su hermano, explicando las verdaderas intenciones de su padre y advirtiéndolo para que se mantuviera lejos de Delhi.
Aurangzeb se mostró extremadamente agradecido con Roshanara por su oportuna advertencia. Cuando la guerra de sucesión se resolvió en favor de Aurangzeb, rápidamente se convirtió en la mujer más poderosa del imperio. Temiendo que su hermano Dara Shikoh la matara por su papel en la guerra de sucesión en caso de que éste regresara al poder, la princesa insistió a Aurangzeb para que ejecutara a su hermano mayor Dara Shikoh. La leyenda cuenta que el príncipe Dara desfiló encadenado alrededor del Bazar de Chandni Chowk y, más tarde, fue decapitado. Entonces, Roshanara envolvió la cabeza ensangrentada de su hermano en un turbante de oro, la embaló cuidadosamente y se la envió a su padre, como un regalo de ella y de Aurangzeb. Shah Jahan, quien abrió el paquete justo cuando estaba sentado en la mesa, quedó tan afligido por la vista de la cabeza decapitada de su hijo favorito que cayó inconsciente al suelo. El emperador estuvo en estado de estupor durante muchos días después del incidente.
La relación de Roshanara con su hermana mayor, Jahanara, fue turbulenta y teñida por los celos ya que esta última era indiscutiblemente la hija predilecta de su padre. Roshanara se anotó una importante victoria en contra de su hermana cuando Aurangzeb, que estaba disgustado con Jahanara por apoyar a su padre y a su hermano mayor durante la guerra de sucesión, destituyó a Jahanara de su cargo como jefa (y, por lo tanto primera dama del Imperio) del harén imperial, instalando en su lugar a Roshanara.
Sin embargo, Roshanara no tardó en caer en desgracia ante el nuevo emperador. La ahora primera dama del Imperio, quien estaba obligada a permanecer soltera (pues las princesas mogolas tenían prohibido casarse), tuvo sin embargo muchos amantes y algunas de sus relaciones amorosas no tardaron en salir a la luz. Además, gobernaba el harén con mano de hierro y con tal inflexibilidad que se ganó el odio de las esposas de su hermano. También sentía ansias por acumular más y más oro y tierras a gran escala y a menudo, los conseguía por métodos corruptos. Esta conducta dio lugar a numerosas quejas, aun así nunca fue juzgada debido a su alta posición en la corte. Además, la princesa hizo un mal uso descarado de los poderes que le había concedido Aurangzeb justo antes de salir al campo de batalla en la meseta de Decán, para alcanzar sus propios fines financieros.
Sus enemigos pronto delataron sus actos de bajeza moral ante el emperador. Siendo Aurangzeb un musulmán muy estricto, la despojó de todos sus poderes, la desterró de la corte y la obligó a permanecer en reclusión, instándola a vivir una vida retirada y piadosa, en su palacio-jardín a las afueras de Delhi. Roshanara se había convertido en un estorbo para el nuevo emperador.

## Muerte
La oportunidad de deshacerse de Roshanara se presentó a finales del año 1671, cuando Aurangzeb la descubrió con otro amante secreto en el jardín de su palacio. Este incidente enfureció al emperador y selló el final de la princesa, apareciendo envenenada junto a su amante. Aún no está claro quién la envenenó o bien si los amantes se suicidaron. Otros sospechan que Aurangzeb pudo haber ordenado su envenenamiento. Sin embargo, algunos historiadores consideran que este punto de vista es poco probable, ya que el emperador mostró cierta parcialidad hacia ella en algunos casos. Falleció a la edad de 54 años. Aurangzeb la enterró en Roshanara Bagh, un jardín diseñado y financiado por ella misma.